# Salvatore Morale
Salvatore Morale (n. 4 noiembrie 1938, Teolo, Veneto, Italia) este un atlet ce a reprezentat Italia, medaliat olimpic. A participat la două ediții ale Jocurilor Olimpice (1960, 1964) în care a câștigat o medalie de bronz în proba de 400 m garduri.

## Palmares
| An   | Competiție           | Locație                | Loc | Eveniment     | Note   |
| ---- | -------------------- | ---------------------- | --- | ------------- | ------ |
| 1959 | Universiada          | Torino, Italia         | 1   | 400 m garduri | 52,1   |
| 1960 | Jocurile Olimpice    | Roma, Italia           | 7   | 400 m garduri | 51,3   |
| 1961 | Universiada          | Sofia, Bulgaria        | 1   | 400 m garduri | 50,14  |
| 1962 | Campionatul European | Belgrad, Iugoslavia    | 1   | 400 m garduri | 49,2   |
| 1962 | Campionatul European | Belgrad, Iugoslavia    | 5   | 4x400 m       | 3:07,8 |
| 1963 | Universiada          | Porto Alegre, Brazilia | 3   | 400 m garduri | 51,95  |
| 1964 | Jocurile Olimpice    | Tokio, Japonia         | 3   | 400 m garduri | 50,1   |
| 1964 | Jocurile Olimpice    | Tokio, Japonia         | 9   | 4x400 m       | 3:07,6 |